# Fausto Klinger
Fausto Klinger (Esmeraldas, Ecuador; 15 de abril de 1953) es un exfutbolista de Ecuador que jugaba en la posición de centrocampista.

## Carrera

### Club
| Periodo   | Club             |
| --------- | ---------------- |
| 1972–1979 | Deportivo Cuenca |
| 1980–1987 | Barcelona SC     |

### Selección nacional
Jugó para Ecuador en 23 ocasiones de 1975 a 1979 y anotó un gol; el cual fue en la derrota por 1-2 ante Uruguay en Montevideo por la Copa América 1979.

## Logros
- Serie A de Ecuador (4): 1980, 1981, 1985, 1987
- Serie B de Ecuador (1): 1972